# Aali
Aali es una ciudad censal situada en el distrito de Delhi sur,  en el territorio de la capital nacional,  Delhi (India). Su población es de 27169 habitantes (2011). 

## Demografía
Según el censo de 2011 la población de Aali era de 27169 habitantes, de los cuales 14666 eran hombres y 12503 eran mujeres. Aali tiene una tasa media de alfabetización del 82,39%, inferior a la media estatal del 86,21%: la alfabetización masculina es del 90,50%, y la alfabetización femenina del 72,77%.